# Roll the Bones
Roll The Bones is het veertiende album van Rush, uitgebracht in 1991 door Anthem Records en Atlantic Records. Ze zetten op dit album het geluid vanop Presto door waardoor de synthesizers meer naar de achtergrond verdwijnen en de gitaren opnieuw belangrijker worden.

## Nummers
1. Dreamline – 4:38
2. Bravado – 4:35
3. Roll the Bones – 5:30
4. Face Up – 3:54
5. Where's My Thing?, Pt. 4: Gangster of Boats Trilogy – 3:49
6. The Big Wheel – 5:13
7. Heresy – 5:26
8. Ghost of a Chance – 5:19
9. Neurotica – 4:40
10. You Bet Your Life – 5:00

## Artiesten
- Geddy Lee - zang, bas
- Alex Lifeson - gitaar
- Neil Peart - drums